# Iyanola
Iyanola is een kevergeslacht uit de familie van de boktorren (Cerambycidae). De wetenschappelijke naam van het geslacht werd voor het eerst geldig gepubliceerd in 2013 door Lingafelter & Ivie.

## Soorten
Iyanola is monotypisch en omvat slechts de volgende soort:
- Iyanola romei (Touroult, 2011)